# Notaras (Familie)
Die Familie Notaras ist eine byzantinisch-griechische Adelsfamilie aus der Morea.

## Geschichte
Die Familie lässt sich bis in die byzantinische Zeit nach Monemvasia zurückverfolgen. Mit Loukas Notaras als letztem megas doux des Byzantinischen Reiches stellte sie mehrere Geistliche für die griechisch-orthodoxe Kirche, Politiker für das griechische Königreich sowie eine Künstlerdynastie in Rumänien.
Der früheste namentlich bekannte Vertreter der Familie Notaras in den erhaltenen Quellen war ein Sebastos namens Paul, der im Jahr 1270 im Auftrag von Kaiser Michael VIII. Palaiologos die Insel Kythira von den Venezianern eroberte. In den folgenden Jahrzehnten lassen sich weitere Mitglieder der Familie Notaras (Notarades) nachweisen. Mitte des 14. Jahrhunderts siedelte ein Zweig der Familie nach Konstantinopel über, wo er durch die Unterstützung Andronikos’ IV. Palaiologos – im Aufstand gegen dessen Vater, Kaiser Johannes V. Palaiologos – politischen und gesellschaftlichen Einfluss gewann. Nach dem Tod Andronikos’ unterstützte die Familie dessen Sohn, Johannes VII. Palaiologos.
Die bekannte Aussage „Lieber sähe ich einen türkischen Turban in der Mitte der Stadt (d. h. Konstantinopel) als die lateinische Mitra“ (griechisch: κρειττότερον ἐστὶν εἰδέναι ἐν μέσῃ τῇ Πόλει φακιόλιον βασιλεῦον Τούρκου, ἢ καλύπτραν λατινικήν) wird ihm von dem Chronist Doukas zugeschrieben.
Die Witwe von Loukas Notaras, die während des letzten osmanischen Angriffs bettlägerig war, starb als Sklavin auf dem Weg nach Adrianopel, der ehemaligen Hauptstadt der Osmanen; sie wurde in der Nähe des Dorfes Mesene begraben. Zwei Mitglieder der Familie Notaras befanden sich auf der Passagierliste eines genuesischen Schiffs, dem die Flucht vor dem Fall der Stadt gelang. Seine Tochter Anna wurde zur zentralen Figur der byzantinischen Exilgemeinde in Venedig. Zwei weitere Töchter, Helena Notaras und Theodora Notaras, überlebten ebenfalls den Fall Konstantinopels und schlossen sich ihrer Schwester im Exil an. Helena Notaras, die später den Ordensnamen Euphrosyne annahm, hatte 1444 den Erben von Ainos, Giorgio Gattilusio, geheiratet.
Eine Sammlung lateinischer Briefe von Loukas Notaras wurde in Griechenland unter dem Titel Epistulae veröffentlicht. Sie enthält unter anderem Ad Theodorum Carystenum, Scholario, Eidem, Ad eundem und Sancto magistro Gennadio Scholario. Loukas Notaras tritt außerdem als literarische Figur in dem Roman Johannes Angelos des finnischen Autors Mika Waltari auf (1952; deutsche Übersetzung Der dunkle Engel, 1953). In dem Werk wird er als Anführer einer Gruppe byzantinischer Adliger dargestellt, die nach dem Fall Konstantinopels vergeblich versuchen, mit dem Feind zu kooperieren.

## Bekannte Mitglieder
- Loukas Notaras (1402–1453), letzter megas doux des Byzantinischen Reiches
- Anna Notaras († 1507), Tochter von Loukas Notaras, Förderin der byzantinischen Diaspora in Italien
- Jakob Notaras (* ca. 1439; † 1491), Sohn von Loukas Notaras, bekannt durch seine Gefangenschaft und sein späteres Leben im Exil
- Heiliger Gerasimos von Kefalonia (1506–1579), Schutzpatron der griechischen Insel Kefalonia
- Heiliger Makarios Notaras (1731–1805), Metropolit von Korinth, Mitverfasser der Philokalie
- Seliger Dositheos II. Notaras (1641–1707), griechisch-orthodoxer Patriarch von Jerusalem
- Chrysanthos Notaras (1655/1660–1731), griechisch-orthodoxer Patriarch von Jerusalem
- Ioannis Notaras († 1827), General im Griechischen Unabhängigkeitskrieg
- Panoutsos Notaras (1752–1849), politischer Führer im Griechischen Unabhängigkeitskrieg und Präsident der Nationalversammlung von Epidaurus